# Runnin’ (Dying to Live)
Runnin’ (Dying to Live) (englisch für „Rennen (sterben um zu leben)“) ist ein Lied des US-amerikanischen Rappers Tupac Shakur, auf dem auch der Rapper The Notorious B.I.G. zu hören ist. Der Song wurde postum als erste Single des Soundtrack-Albums Tupac: Resurrection am 30. September 2003 veröffentlicht.

## Inhalt
Runnin’ (Dying to Live) handelt von Kriminalität, der Flucht vor der Polizei und der damit verbundenen Gefahr, zu sterben. Anfangs ist ein Interview von Tupac Shakur über seine Beziehung zu The Notorious B.I.G. zu hören. Als der Refrain einsetzt, kommt die Meldung, dass Tupac angeschossen wurde und dieser äußert die Vermutung, dass ein Freund von The Notorious B.I.G. auf ihn geschossen habe. Die nun folgende Strophe von The Notorious B.I.G. stammt vom Originalsong Runnin’ (From tha Police), den die Rapper 1994 vor ihrem Zerwürfnis gemeinsam aufnahmen. Er rappt aus der Perspektive des lyrischen Ichs über Drogenhandel und wie er vor der Polizei wegrennt, doch aufgrund seiner Fettleibigkeit zu langsam ist und schließlich auf diese schießt. Während des zweiten Refrains ist ein Interview von The Notorious B.I.G. zu hören, der sagt, dass er die Wahrheit über Tupacs Tod kenne. Tupacs Strophe stammt von einer anderen, zuvor unveröffentlichten Version von Runnin’ (From tha Police). Er berichtet von einer Verfolgungsjagd mit der Polizei, an deren Ende diese einen Unfall hatte. Außerdem rappt er über seine Karriere und meint, dass Neider, Medien und Polizei weiterhin nach Vorwänden suchten, um ihn ins Gefängnis zu bringen. Am Ende ist The Notorious B.I.G. in einem weiteren Interview zu hören, bei dem er, trotz persönlicher Differenzen, seine Schockierung und Betroffenheit über den Tod von Tupac Shakur ausdrückt. Die Interviews wurden jeweils kurz vor der Ermordung beider Rapper geführt.

“You know, I wonder if they’ll laugh when I’m dead

Why am I fighting to live if I’m just living to fight?

Why am I trying to see when there ain’t nothing in sight?

Why am I trying to give when no one gives me a try?

Why am I dying to live if I’m just living to die?”

## Produktion
Der Song basiert auf dem 1994 von Tupac Shakur und The Notorious B.I.G. aufgenommenen Lied Runnin’ (From tha Police). Runnin’ (Dying to Live) wurde von dem US-amerikanischen Rapper und Musikproduzenten Eminem produziert. Dabei verwendete er ein Sample des Stücks Dying to Live von Edgar Winter, dessen Gesang für den Refrain gepitcht wurde. Als Autoren sind Tupac Shakur, The Notorious B.I.G., Easy Mo Bee (der Runnin’ (From tha Police) produzierte), Eminem und Edgar Winter angegeben.

## Musikvideo
Bei dem zu Runnin’ (Dying to Live) veröffentlichten Musikvideo führte Philip G. Atwell Regie. Es zeigt einen Zusammenschnitt aus früheren Videoaufnahmen und Fotos von Tupac Shakur und The Notorious B.I.G. Dabei werden auch Mitschnitte von Liveauftritten beider Rapper in ein Tonstudio hineinprojiziert. Während des Refrains ist ein in Weiß gekleidetes Streichorchester zu sehen. Am Ende zoomt die Kamera aus dem Studio heraus und zeigt ein durch die Nacht fahrendes Auto, wobei am Straßenrand Menschen mit Kerzen in den Händen stehen, die beiden Rappern gedenken.

## Single

### Covergestaltung
Das Singlecover ist sepiafarben und zeigt Tupac Shakur, der den Betrachter ansieht und ein Bandana auf dem Kopf trägt. Links oben im Bild befinden sich die Schriftzüge Tupac, Runnin’ (Dying to Live) und Featuring The Notorious B.I.G. in Gelb bzw. Weiß. Der Hintergrund ist dunkel gehalten.

### Titelliste
1. Runnin’ (Dying to Live) (feat. The Notorious B.I.G.) – 3:52
2. Still Ballin’ (Nitty Remix) (feat. Trick Daddy) – 2:52
3. Runnin’ (Dying to Live) (Instrumental) – 3:55

### Chartplatzierungen
Runnin’ (Dying to Live) stieg am 12. Januar 2004 auf Platz 25 in die deutschen Singlecharts ein und erreichte zwei Wochen später mit Rang zwölf die höchste Position, auf der es sich zwei Wochen halten konnte. Insgesamt hielt sich der Song 14 Wochen lang in den Top 100. Die größten Erfolge gelangen mit Platz acht in Neuseeland und Rang neun in der Schweiz. In den deutschen Single-Jahrescharts 2004 belegte das Lied Position 64.
| ChartsChartplatzierungen       | Höchstplatzierung | Wochen |
| ------------------------------ | ----------------- | ------ |
| Deutschland (GfK)              | 12 (14 Wo.)       | 14     |
| Österreich (Ö3)                | 19 (18 Wo.)       | 18     |
| Schweiz (IFPI)                 | 9 (19 Wo.)        | 19     |
| Vereinigtes Königreich (OCC)   | 17 (6 Wo.)        | 6      |
| Vereinigte Staaten (Billboard) | 19 (20 Wo.)       | 20     |

| ChartsJahrescharts (2004) | Platzierung |
| ------------------------- | ----------- |
| Deutschland (GfK)         | 64          |
| Schweiz (IFPI)            | 45          |